# Langues du Rio Nunez
Les langues du Rio Nunez (Rio Nuñez) ou du fleuve Nunez constituent une paire de langues nigéro-congolaises, comprenant le mbulungish et le baga pukur. Elles sont parlées dans quelques villages aux abords du Rio Nunez au sein de la République de Guinée, en Afrique de l'Ouest.
Les langues de Rio Nunez ont été étudiées par Edda L. Fields, William André Auquier Wilson et Neige Rochant, mais restent par ailleurs peu documentées.

## Classification
Les deux langues du Rio Nunez n'appartiennent pas au même groupe que la langue nalu, contrairement aux classifications antérieures. Auparavant, Fields avait proposé un groupe côtier composé du mbulungish, du baga pukur et du nalu qu'elle considérait comme distinct des langues mel environnantes. Le regroupement dans sa portée actuelle a été proposé par Güldemann (2018).
Le classement des langues du Rio Nunez au sein de la famille nigéro-congolaise n'est pas encore pleinement établi, et la question de leur appartenance aux langues atlantiques est également en débat.

## Histoire
Les locuteurs des langues du Rio Nunez cultivaient le riz africain (Oryza glaberrima) depuis des milliers d'années sur la côte marécageuse de la Guinée. Les locuteurs des langues mel sont arrivés plus tard sur la côte guinéenne, étant donné que la patrie du proto-mel est située dans les hautes terres du centre-nord de la Sierra Leone, juste au sud de la rivière Lesser Scarcies, plutôt que sur la côte (Fields 2008 : 83).
Aujourd'hui, les deux langues du Rio Nunez sont en danger. En 1998, environ 5 000 personnes parlaient couramment le mbulungish, tandis que le baga pukur compte à peine 5 000 locuteurs dans les premières décennies du XXIe siècle. La mise en danger de la langue est causée par un passage au soussou, une langue mandée qui est la lingua franca de la Guinée côtière (Fields 2008 : 33-35).

## Vocabulaire

### Lexique de base
Comparaison de termes lexicaux de base des langues du Rio Nunez, avec également le nalu, proposée par Fields (2004).
| Langue     | œil           | oreille | nez         | dent          | langue     | bouche | sang            | os           | arbre       | eau               | manger    | nom  |
| ---------- | ------------- | ------- | ----------- | ------------- | ---------- | ------ | --------------- | ------------ | ----------- | ----------------- | --------- | ---- |
| Mbulungish | ʃɛt           | nop     | pɛn         | tet / ʃi-tet  | lim        | tul    | yel             | mboi         | ti, ki-ti   | tɔ                | romba     | yin  |
| Baga pukur | tʃir / si-kir | nʊf     | ndo, ndoŋdo | tʊl / sʊ-rʊl  | lom        | sul    | yɛla            | loŋ / sa-loŋ | tili, li    | sɔ                | lamal     | yin  |
| Nalu       | n-cɛt         | n-nɛw   | ɲin         | m-fef / a-fef | n-lem, rim | n-sol  | ɲ-yaak / a-yaak | n-hol        | n-ti / a-ti | ngɔl / a-gɔl, ŋol | rɛp tahan | riiɸ |

Comparaison de termes lexicaux de base des langues du Rio Nunez, avec également le nalu, proposée par Wilson (2007).
| Language   | œil        | oreille          | nez        | dent       | langue     | bouche    | sang         | os        | arbre     | eau      | nom, prénom |
| ---------- | ---------- | ---------------- | ---------- | ---------- | ---------- | --------- | ------------ | --------- | --------- | -------- | ----------- |
| Mbulungish | cet        | ɔ-nɔp            | pen        | ki-tet     | lem        | tul       | bɔl          |           |           |          |             |
| Baga pukur | cír / si-  | nǎf / sä-; ɛ-nop | ndɔŋ / -lo | tǎl / sǎ-r | ɛ-ləm / a- | sùl / su- | yelã, yɛl-əŋ | lə̀ŋ / sa- | lí / ti-  | sɔ̀, a-sɔ |             |
| Nalu       | n-cɛt / a- | nɛw / a-         | nin / a-   | n-feθ / a- | rim / a-   | n-sul     | naak         | wol       | n-ti / a- | a-ŋɔl    | riiθ / a-   |

Vocabulaire partagé avec les langues atlantiques.
| Français    | Mbulungish      | Baga pukur   | Nalu          |
| ----------- | --------------- | ------------ | ------------- |
| quatre      | nɛŋ             | na           | bi-nan        |
| tête        | kap             | kap          | n-ki          |
| oreille     | nop             | nʌf          | n-nɛw         |
| œil         | syɛt / syi-syɛt | eir / si-kir | n-cɛt / a-cɛt |
| bouche      | tul             | sul          | n-sol / a-sol |
| langue      | lim             | lɤm          | n-lem         |
| sein / lait | m-bin           | mban         | m-bem         |
| main / bras | tɛ              |              | n-tɛ          |
| jambe       | luŋ             |              | tɛŋk          |
| os          | mbol / tyʌ-mbol |              | nhol / a-hol  |
| lune / mois | bel             | pʌl          | m-bilaŋ       |
| arbre       | ti              | li           | n-ti          |
| chien       | but             | wur          | maa-bet       |
| œuf         | in              |              | n-yin         |

Vocabulaire original divergeant avec les langues atlantiques.
| Français      | Mbulungish | Baga pukur          | Nalu     |
| ------------- | ---------- | ------------------- | -------- |
| homme         | mɛ-sil     | o-kw-cel / ngwɛ-cɛl | nlam-cel |
| sale / sombre | bali       | a-val               | m-balax  |
| long          | lani       |                     | m-lanna  |
| froid         | hon        |                     | m-hon    |
| venir         | batɛ       |                     | m-ba     |
| tuer          | ka-rame    | lama                | m-rama   |
| mordre        | nyɛt       | nyera               | m-ŋateŋ  |
| s'asseoir     | ŋo         | ŋon                 | m-ɲɔh    |
| mourir        | ŋu-rip     |                     | n-ref    |

Quelques mots originaux en mbulungi et en baga pukur qui diffèrent du nalu et d'autres langues environnantes (Fields 2008:74) :
| Français      | Mbulungish                       | Baga pukur       |
| ------------- | -------------------------------- | ---------------- |
| moustique     | ɔ-bo / ɔ-bolleŋ                  | a-bɔ             |
| crabe         | i-nep, e-nep, ɛnippel / ɛ-nippel | a-nep / a-neppel |
| type de crabe | i-laŋ / ayel-laŋ                 | a-laŋ / alaŋŋel  |

### Lexique culturel
Un riche ensemble de vocabulaire lié à la riziculture dans les langues du Rio Nunez a été documenté par Edda L. Fields-Black (2008) :
| Signification française | Mbulungish                                                 | Baga pukur | Nalu                                                            | Baga Sitemu                                            |
| --- | ---------------------------------------------------------- | --- | --------------------------------------------------------------- | ------------------------------------------------------ |
| sel | mbes                                                       | ɔ-mbɛl |                                                                 | mer (< Proto-Atlantique *-mer)                         |
| huile de palme | yiis                                                       | | m-siis / a-siis                                                 |                                                        |
| courant saisonnier | bɔlɔŋ / cubɔlɔŋ; para / cipparaŋ; ipal / appalleŋ          | pɔl | m-tɛsɛ / a-tɛsɛ                                                 |                                                        |
| faible courant saisonnier | masaleŋ                                                    | ilex / alexeŋ |                                                                 |                                                        |
| arbre utilisé pour fabriquer la pelle à pivot court et le manche de la pelle                                                                           | ki-mal                                                     | | m-silaa / a-silaa                                               |                                                        |
| mangrove rouge (Rhizophora racemosa) utilisée pour fabriquer la pelle à pivot court ou long                                                            | ki-kiɲc / ɛ-kiɲcil; ku-wɔl / a-wɔlleŋ                      | e-ma, ɛ-ma / a-ma | m-mak / a-mak                                                   | a-kinc / kinc                                          |
| riz cultivé dans les mangroves rouges | malɔ bɛ kinycilpon / cimmalɔŋ bɛ kiɲcilpon                 | for ɛma |                                                                 |                                                        |
| mangroves blanches (Avicennia africana) | yɔp / ki-yɔp                                               | e-wɛleŋ, weleŋ / awelleŋ                                                                                              | m-yɔɔf / a-yɔɔf                                                 | kopir / copir                                          |
| riz cultivé dans les mangroves blanches | malɔ biyɔppon / cimalɔ ciyɔppon                            | maafer |                                                                 |                                                        |
| ordre donné par l'ancien pour commencer les travaux des champs                                                                                         |                                                            | fɔfuduŋ |                                                                 | kusɔkɔp                                                |
| assez d'eau dans le champ de la mangrove pour commencer les travaux des champs                                                                         |                                                            | asofɔilawola |                                                                 | dumun dɛncmɛ dukubora                                  |
| ordre donné par l'ancien pour arrêter les travaux des champs                                                                                           |                                                            | senden afanc |                                                                 | aŋkatefer                                              |
| cérémonie de récolte (pré-islamique) |                                                            | xesara lemma |                                                                 | kuwurɛ malɔ                                            |
| ordre donné pour commencer la récolte |                                                            | ndebe loŋŋon |                                                                 | kitɛl kufɔlɔ                                           |
| poignée de pelle à pivot | kur capɔn / cukurkappon; ki-ti akɔp / ɛ-ti akɔp            | ndii kɔp | m-kuŋgbala / a-kuŋgbala                                         |                                                        |
| petits morceaux de bois utilisés pour renforcer le pied de la pelle lors de son attache au manche (peut-être du bambou ou la tige de palétuvier rouge) | wac / cuwacel                                              | i-xare / aŋ-xare | m-ba iŋkifɔhlasen / a-ba iŋkifɔhlasen m-caanahsen / a-caanahsen | mɛ-kɪnc                                                |
| lame de pelle | a-fenc / e-fenccel                                         | | ma-fanc / a-fanc                                                |                                                        |
| lame sculptée d'une pelle à pivot | kɔp nyetelpon                                              | i-cel / aɲ-cel |                                                                 |                                                        |
| pour affûter la lame de la pelle fulcrum | a-fenc gbat                                                | inʊmi cel | m-namtah / a-namtah                                             |                                                        |
| bois de vigne utilisée pour attacher le pied de la pelle au manche                                                                                     | ntel / ɛteelleŋ                                            | aɲcel | m-nintamp / a-nintamp                                           | dɛ-tɛmpa / s-tɛmpa                                     |
| défricher les palétuviers rouges pour faire la grande digue                                                                                            | ɛ-cɛp                                                      | asaɓɛn wucer akuvɔr                                                                                                   |                                                                 |                                                        |
| brûler le foin de riz avant la saison des pluies |                                                            | muxalɔmppasinal |                                                                 | kɪcɔs yikaya malɔ                                      |
| tracer la grande digue | ki-bereŋ wurtɛ                                             | wac nxɔfɔrn |                                                                 |                                                        |
| couper la terre avec la pelle pour faire la digue | abereŋ yɛkɛt / cibereŋ yɛkɛt                               | ebaxacakca |                                                                 |                                                        |
| couper les mauvaises herbes et séparer deux buttes |                                                            | awul | m-sɔɔaŋ / a-sɔɔaŋ                                               | kɪ-cɛs                                                 |
| marcher sur les mauvaises herbes pour diminuer leur taille                                                                                             |                                                            | i-camanasen | ma-daka / a-daka                                                | kɪ-namp                                                |
| couper les mauvaises herbes du fond avant de retourner la terre avec la pelle                                                                          | iŋcɛpel mɔlɔ inpenna; a-cappa                              | | ma-cɛsa / a-cɛsa                                                | kɪ-cɛs yika                                            |
| premier retournement des mauvaises herbes et du sol avec la pelle                                                                                      | bɔŋwaca; ki-cɛp / a-cappa; a-beret / ɛ-beret               | afanc | m-kes / a-kes                                                   |                                                        |
| une pelletée de terre |                                                            | for | ma-bees / a-bees                                                | damba / samba                                          |
| marcher sur les mauvaises herbes une deuxième fois |                                                            | elɛrpɛrnanasɔxɔl | m-ŋakten / a-ŋakten                                             |                                                        |
| enfoncer les mauvaises herbes dans le sol avec les mains ou les pieds                                                                                  | walta                                                      | ayixil; ibaxanas (les pieds sont utilisés dans les champs); ibaxayekel (les mains sont utilisées dans les pépinières) |                                                                 | kɪ-nas anɛk                                            |
| deuxième retournement du sol pour couvrir les mauvaises herbes avec une pelle à pivot                                                                  | bɔŋkubut; awupur                                           | | m-wupur / a-wupur                                               |                                                        |
| pelle à pivot court | ki-taŋgbaŋ / ci-taŋgbaŋŋel                                 | aŋ-kumbɛl; faa-aŋkumbɛl (pour la réparation des digues et autres petits travaux sur le terrain et autour du village)  | ma-kumbal / a-kumbal                                            |                                                        |
| pelle à long pivot (2 à 4 mètres de long) | kɔp kokilannɛ / ci-kɔppel kokilannɛ                        | ɛ-lar (à utiliser lorsque la terre est retournée pour la première fois)                                               | m-kɔp lanna / a-kɔp lanna                                       |                                                        |
| pelle fulcrum ancestrale utilisée sans lame de métal                                                                                                   |                                                            | kɔp amaŋkre cel / su kɔpamaŋ i-cel                                                                                    |                                                                 |                                                        |
| digue / monticule | ki-bereŋ / ci-bereŋ                                        | axɔɓɛrn / aŋxɔɓɛrn | ma-bɔŋɛn / a-bɔŋɛn                                              |                                                        |
| crête | ɛ-nɛk / ki-nɛk                                             | e-nɛk / a-nɛk | ma-nɛk / a-nɛɛk                                                 | a-nɛk                                                  |
| sillon | ku-bont / a-bontol                                         | e-won / a-won | m-sumuunt / a-sumuunt                                           |                                                        |
| semer en rangs | a-sappa                                                    | suk mmao | ma-cɛɛp                                                         | kɪ-cɛp tɛcɪr                                           |
| semer dans les champs | a-meŋker                                                   | mbuŋma asina |                                                                 |                                                        |
| semer à la volée | malɔ pɛn                                                   | mboo mmao | ma-yara                                                         | kɪ-glal ka malɔ                                        |
| semer directement dans le champ |                                                            | afur mmao | ma-yaara                                                        |                                                        |
| semer directement, bien serré |                                                            | axɔfɛl | m-dafeet / a-dafeet                                             | kɪ-fɪlfɪl; kɪ-gbɛɛ malɔ                                |
| semer directement, bien serré puis arracher quelques semis et en laisser quelques-uns                                                                  | malɔ seŋ                                                   | mɓɛlmmalon |                                                                 |                                                        |
| semer directement, en vrac | malɔ bɛ kabatɛŋŋɛ biliŋmpon                                | maasɛpna | m-yolyolen / a-yolyolen                                         |                                                        |
| semer sur un terrain plat | bɔkitefɛ                                                   | maaxɔfɔla |                                                                 |                                                        |
| première pépinière de riz |                                                            | tabla mbuŋŋund kamao                                                                                                  |                                                                 | kɪsɪmɪ kɪɪnɪkicɔkɔ cɔkɔ                                |
| seconde pépinière de riz |                                                            | mbuŋna asenden |                                                                 | kɪsɪmɪ kamɛrɛŋ                                         |
| trop d'eau sous la pépinière de riz |                                                            | asoyokokinin mmao |                                                                 | kiŋkankla dumun                                        |
| cycle normal de la pépinière de riz |                                                            | fam mmao |                                                                 | ocomas                                                 |
| laver le fond des plants de riz germés avant le repiquage                                                                                              |                                                            | abɔxɔr mmao |                                                                 | ki-yaak malɔ                                           |
| pour attacher des plants de riz germés |                                                            | ɛra mmao |                                                                 | ku-kutus malɔ                                          |
| mettre les plants de riz attachés et germés dans l'eau avant le repiquage                                                                              |                                                            | ndepman asɔla |                                                                 | aŋgbɛ midirɛ                                           |
| couvrir les graines avec des feuilles de bananier | malɔ gbopret / cimmallɔŋ gbepret                           | wofor mmao |                                                                 | kukumpus malɔ                                          |
| semis qui ont germé | ɛ-tiebelaŋŋa ɛcɔlcen                                       | axɔfɛl | m-kicɛɛpa / a-kicɛɛpa                                           | malɔ mopoŋ                                             |
| semis qui n'ont pas germé | malɔ tɔti / cim-mallɔŋtɔti; malɔ beabuwɔcɛ                 | maamaŋ kulum |                                                                 | malɔ mɛlɛcɛ                                            |
| arracher les mauvaises herbes avec les mains | ɔtulut                                                     | iŋkur awewen |                                                                 |                                                        |
| transplanter | belaŋ ɔcɔlɛ; a-sappa                                       | iwaaso | m-cɛɛpa                                                         | pa-cɛɛp; tøk yɔkɔ an luksɪrnɛ kɪ-bɔf mɔ                |
| désherber après repiquage |                                                            | iŋkur aɓaɓɛn |                                                                 | kʊwas malɔ                                             |
| nettoyer le canal pour commencer les travaux des champs                                                                                                |                                                            | wuxucer aso |                                                                 | kɪfɪnc kibɔŋɛn                                         |
| ouvrir le canal | bamcaɔtɔ                                                   | imuaxurtuŋun | m-bannataŋ / a-bannataŋ                                         | kɪ-ŋɛr                                                 |
| évacuer l'eau quand le riz est mûr |                                                            | ɛbɛlaso kamato |                                                                 | malɔ mɔlɔl                                             |
| fermer le canal | wulci; ɔtɔcaŋ                                              | caimuarumtuŋ | m-laŋŋaŋ / a-laŋŋaŋ                                             | kɪ-ŋiri                                                |
| terminaison du canal | bampɛtɔtipotɛ / cim-bammelpɛcitɔtipetɛ                     | alubana |                                                                 |                                                        |
| canal utilisé pour évacuer l'eau du champ | bampetelɔtɔ / cim-bampetɔlɔtɔ                              | tuŋ / suruŋ | m-tisɔɔtɔ / a-tisɔɔtɔ; m-sumunt / a-sumunt                      | dɪk wurɛ du mun; dobo                                  |
| pluie principale | kubŋkum                                                    | tuŋ / suruŋ |                                                                 |                                                        |
| pluie secondaire | mawuŋkummul                                                | fatuŋ / fam suruŋ |                                                                 |                                                        |
| garder le champ de riz des prédateurs pendant la disette                                                                                               | a-kecek mmel                                               | | ma-lɛɛm kabafrɛ / a-lɛɛm kabafrɛ                                | kɪ-bum                                                 |
| abri temporaire dans la rizière | agbɔŋk / agbɔŋkel                                          | iŋgaɲcaŋ | ma-gbɔɔŋk kamtɔh / a-gbɔɔŋk kamtɔh                              | ʊ-bal dalɛ tetek                                       |
| aller au champ jusqu'à la moisson |                                                            | ncebel asina |                                                                 | siŋkɔdalɛ dikidirɛ                                     |
| moisson | malɔ ɛtɛl                                                  | mɓɛr | ma-bit / a-bit                                                  | kɪ-tɛl ka malɔ                                         |
| évacuer le riz récolté vers la digue pour qu'il ne soit pas mouillé                                                                                    |                                                            | yokon mal awultɔŋ |                                                                 | patel dikibɔŋɛn                                        |
| petite poignée / tas de riz récolté |                                                            | ɛra mmao |                                                                 | malɔ kɪcaka                                            |
| gros tas de riz disposé avec les grains à l'intérieur                                                                                                  |                                                            | maasuŋ saŋ kappa |                                                                 | amboc kur                                              |
| ventiler le riz | kɔ-fuŋŋa                                                   | | m-fentah [emprunt de l'anglais]                                 | kɪ-foy                                                 |
| ventiler le riz avec un ventilateur | malɔ petel                                                 | afoi mmao |                                                                 | kɪ-gbap malɔ                                           |
| ventiler le riz au vent | malɔ fuŋŋa                                                 | wuluŋ mmao |                                                                 | kɪ-foi malɔ                                            |
| éventail à riz | ki-rɛbɛ / ci-rɛbɛ                                          | kɛbei | m-dɛhɛn                                                         | kɪ-rɛbɛ / cɪ-rɛbɛ                                      |
| moudre le riz | ka-tampa                                                   | icɛr | ma-maθ                                                          |                                                        |
| moudre le riz pour la première fois | malɔ tampa                                                 | yuŋkapt mmaun |                                                                 | kɪ-sɛpɪr; kɪ koŋos                                     |
| moudre le riz pour la seconde fois | malɔ bekɛbiritɛ                                            | wuŋ ailim |                                                                 | anxɔ diksɛpɪt                                          |
| moudre des rations quotidiennes de riz avec les pieds                                                                                                  | malɔ ɛcɛɛk ɛsupun                                          | sux mmao |                                                                 |                                                        |
| ration de riz quotidienne |                                                            | maalɔw / maŋŋalɔ |                                                                 | malɔ medi                                              |
| zone où le riz est battu | tɛtek kubɔrton                                             | aɓoma | ma-tana                                                         |                                                        |
| couvrir le riz après l'avoir battu mais avant de l'éventer                                                                                             |                                                            | wupurmaayɔŋŋɔn |                                                                 | pakis malɔ                                             |
| transporter le riz au grenier |                                                            | suŋ maarun |                                                                 | kɪsarɛ malɔ                                            |
| grenier à riz pour graines |                                                            | |                                                                 | tɛlɛ pasansi                                           |
| sécher le riz étuvé |                                                            | fambɛn mmao aruful |                                                                 | kɪ cɛɛs                                                |
| distribuer du riz cuit pour la consommation |                                                            | wal malɔn |                                                                 | kiyeres yɛɛc                                           |
| calebasse dans laquelle on servait du riz |                                                            | isar mmao |                                                                 | pɛpɛ                                                   |
| bol en bois dans lequel le riz était servi |                                                            | ifɛrl |                                                                 | po-ros / si-ros                                        |
| le riz est gâté, car il a été préparé avec trop de feu et de fumée                                                                                     |                                                            | mmambɛl fus |                                                                 | yɛɛc yɛntɛɛ                                            |
| mauvaises herbes utilisées pour renforcer le grand monticule                                                                                           | kɛp / ci-kɛppel                                            | seɲɲel won | m-hoof / a-hoof                                                 |                                                        |
| mousse d'eau | a-fuc / ku-fuccel                                          | afuɲc | m-cufran / a-cufran                                             | kɪ-foc kadumun                                         |
| nouveau champ sans monticules ni crêtes |                                                            | avent | m-bitik / a-bitik                                               | kɪ-pɪr                                                 |
| faire de nouvelles crêtes | abeta / abetelaŋ                                           | |                                                                 |                                                        |
| terrain en hauteur dont le sol est sablonneux | ɔtɔ yɛiboŋkorolɛ / ɔtɔllɔŋ yɛciboŋkoroŋ                    | aninannces |                                                                 |                                                        |
| champ en jachère | cakara ɛnɛkicot; bɔŋ bɛ pepiyɛcilɛ / cimboŋŋel pepiyecilɛ  | | m-woskamtɔh atilɛbah / a-woskamtɔh watilɛbah                    |                                                        |
| zone basse | timbilɛ apol / citimbilɛŋŋel                               | iniyapɔŋ | m-cumbaaŋ / a-cumbaaŋ                                           |                                                        |
| balle de riz |                                                            | | m-kisɛɛŋŋa / a-kisɛɛŋŋa                                         | ʊ-fɔnta / fɔtʊ                                         |
| graine de riz | agba agbaleŋ                                               | axɔfɔl mmao | m-kofok ka maro / a-kofok ka maro                               |                                                        |
| riz battu non moulu | malɔ bipɛc / cimmalɔ ciabolɛ                               | maŋkul | m-maaro tabobor / a-maaro tabobor                               | malɔ mɔbomba                                           |
| riz pilé | caaki / cicakileŋ                                          | manduŋŋund | m-maaro ntɔɔn / a-maaro ntɔɔn                                   | malɔ mɔsɔkɪr                                           |
| paille de riz | malɔ baba tampa                                            | mamiŋ kɛlɛcɛr | m-maaro nsimaθ / a-maaro nsimaθ                                 | malɔ mɔtɔ sɛpɪr                                        |
| grain de riz | caaki                                                      | maŋkul | m-maaro yaaŋka / a-maaro yaaŋka                                 | malɔ mɛgbɪntɛ                                          |
| riz cassé pendant le traitement | mɛɲim / cimmɛɲim                                           | aɲcakas | m-ɲin ka maaro / a-ɲin ka maaro                                 |                                                        |
| riz étuvé | malɔ yiŋŋin / cimmalɔ yiŋŋin                               | aruful | m-maaro nton / a-maaro nton                                     | malɔ mocuf / talɔ pocuf                                |
| riz cuit | ɔro                                                        | mandul | m-fɛɛf / a-fɛɛf                                                 | yɛc                                                    |
| bouillon de riz fait à base de farine de riz | baxa                                                       | mbɔs ammasam; alafa                                                                                                   | m-mɔni / a-mɔni                                                 |                                                        |
| bouillon de riz fait avec du riz | mɔni                                                       | mbɔs; asowasa | m-baha / a-baha                                                 |                                                        |
| former du grain | malɔ fuŋŋa                                                 | | m-yeenɲcaŋ                                                      |                                                        |
| tête de plant de riz | kapa malɔ / ciŋkapel amalɔ (littéralement : "tête de riz") | kap mmao / saŋka mmao                                                                                                 | m-ki ka mba putna / a-ki ka aba putna                           | do-bomp da malɔ (littéralement : tête de plant de riz) |
| variété de riz à maturation précoce |                                                            | mabaxa | m-rɛfnaha / a-rɛfnaha                                           | malɔ mɔkɔ mɔ nunkɛnɛ                                   |
| grappe |                                                            | | m-tɔnsɔ / a-tɔnsɔ                                               | kɪ-ncɔnc / ŋcɔnc                                       |
| début de la croissance |                                                            | awal siŋŋapaŋŋal | m-lafkam lah / alafkam lah                                      | malɔ mɛlɛk cor                                         |
| riz en période de croissance |                                                            | maawul |                                                                 | malɔ melɛ cor                                          |
| riz formant la tête |                                                            | maafutuŋ |                                                                 | malɔ kuwurus                                           |
| les plants de riz dans le même champ forment des têtes à des moments différents                                                                        |                                                            | maalɔ mdafutuŋŋul |                                                                 | kunɔmkul malɔ                                          |
| à l'approche de la saison des pluies |                                                            | ɛllɛ lɛpɛr |                                                                 | mɔlɔfɛ                                                 |
| saison des pluies | tɛmeisa                                                    | kuiyoŋ | m-tɛm kamkaak a-tɛm kamkaak                                     | tɛm ta kɪfe                                            |
| saison froide | wɔɔppipepi                                                 | sɔɔ | m-hɔɔh kamcacŋah / a-hɔɔh kamcacŋah                             |                                                        |
| début de la saison des pluies | tɔ-lɔfɛ                                                    | tablɛ eleɓɛr; elɛpɛr                                                                                                  | ma-lɔɔfɛ / a-lɔɔfɛ                                              |                                                        |
| commencement des travaux des champs | kitaŋkɛmɛc                                                 | sux mmao; ku-sɔk mmao                                                                                                 |                                                                 |                                                        |
| fin de la saison des pluies | kayɛmin / ci-kayɛmin                                       | elɛlɛŋ |                                                                 |                                                        |
| fin de la saison des pluies, disette |                                                            | elɛlɛŋ; ɛlɛlaŋ | m-lank / a-lank                                                 |                                                        |
| disette | tcippelɛmpep wori                                          | laŋ | ɲin sabɔk / ɲinnɛ sabɔk                                         |                                                        |
| période de surveillance |                                                            | yilaŋxɔc |                                                                 | kɪmɔmɔn kɪbora                                         |
| saison sèche | abanan / tɛmu abanan                                       | | m-hɔɔh kamθabraan / a-hɔɔh kamθabraan                           | kɪ-tɪŋ                                                 |

Mots aréaux empruntés aux langues mandées comme le soussou (Fields 2008: 118, 150-151) :
| Français            | Mbulungish       | Baga pukur          | Nalu               |
| ------------------- | ---------------- | ------------------- | ------------------ |
| riz                 | malɔ             | mao                 | maro               |
| fonio               | m-pindi / apindi | pundɛ / cu-pundɛlɛŋ | pundu, pundo       |
| houe à manche court | keri/ci-keri     | keri / si-keri      |                    |
| monticule           | tukunyi          |                     | m-tukuɲi / atukuɲi |
| pelle à pivot       | kɔp / ci-kɔppel  | kɔp / su-kɔp        | m-kɔp / a-kɔp      |